# Rolling Stones Records
Rolling Stones Records es un sello discográfico formado por los miembros de los Rolling Stones: Mick Jagger, Keith Richards, Mick Taylor, Charlie Watts y Bill Wyman, cuando su contrato con Decca Records expiró en 1970. El sello fue encabezado inicialmente por Marshall Chess, hijo del fundador de Chess Records, Leonard Chess.
Fueron primero distribuidos en los Estados Unidos por Atco Records, subsidiaria de Atlantic Records. El 1 de abril de 1971, la banda firmó un acuerdo de distribución de cinco álbumes con Ahmet Ertegün, actuando en nombre de Atlantic Records. En los Estados Unidos, Atlantic distribuyó los álbumes hasta 1984. En el Reino Unido fueron distribuidos por WEA Records de 1971 a 1977 y por EMI de 1978 a 1984. En 1986 Columbia Records comenzó a distribuirlo en Estados Unidos y CBS para el resto del mundo hasta 1991. El sello fue descontinuado en 1992 cuando la banda firmó con Virgin Records, aunque el logotipo de lengua y labios permanece en todos los lanzamientos de la banda posteriores a 1970.

## Historia
En su concepción original, el sello se formó para garantizar que los Stones retendrían los derechos sobre su propia música, al tiempo que le daba a cada miembro de la banda la opción de lanzar álbumes en solitario. El primer álbum que se lanzó fue Brian Jones presents The Pipes Of Pan At Joujouka en 1971, ampliamente reconocido por ser el primer LP de música del mundo. En 1972, el sello lanzó Jamming with Edward!, una colección de canciones grabadas por Jagger, Wyman y Watts con Nicky Hopkins y Ry Cooder en 1969.
Bill Wyman lanzó sus álbumes solistas Monkey Grip en 1974 y Stone Alone en 1976. Descubrió que no podía obtener la atención adecuada para promoción y ventas, ya que los Rolling Stones tenían álbumes a la venta poco después de ambos lanzamientos, y el sello se concentró en los álbumes de la banda. Wyman terminó firmando con A&M Records para su carrera solista.
El sello también lanzó un sencillo de Keith Richards en diciembre de 1978: una versión de «Run Rudolph Run» de Chuck Berry respaldada por una versión de «The Harder They Come» de Jimmy Cliff.
Para la década de 1980 Jagger lanzó sus primeros álbumes en solitario, She's the Boss y Primitive Cool, en 1985 y 1987 respectivamente, a través de una asociación recién concebida entre Rolling Stones Records y CBS Records (Sony Music en la actualidad). Por lo tanto, el logotipo de la marca Rolling Stones se colocó en cada disco y la etiqueta "Rolling Stones Records" también se imprimió en cada nuevo lanzamiento, lo que enfureció a Keith Richards. "continuó imprimiéndose en todos los lanzamientos nuevos hasta Flashpoint (1991). Sin embargo, como el catálogo posterior forma parte de Virgin / EMI, estos son las últimas placas que contienen la etiqueta Rolling Stones Records.
En 2008, el grupo cambió la distribución de material de catálogo de Rolling Stones Records, así como material nuevo a Polydor Records en el Reino Unido e Interscope Records en los EE. UU. (Ambas forman parte de Universal Music Group, también distribuidor de su catálogo anterior a 1971 como UMG es el distribuidor de ABKCO Records).

## Otros Artistas
A diferencia de Apple Records, Grunt Records, Purple Records o Swan Song Records (sellos de The Beatles, Jefferson Airplane, Deep Purple y Led Zeppelin respectivamente), Rolling Stones Records nunca hizo un gran esfuerzo para firmar con artistas externos. 
Kracker, un grupo de rock cubanoamericano producido por el productor de los Stones, Jimmy Miller, fue la primera banda que se firmó con la discográfica en 1973, y editó ese mismo año el álbum Kracker Brand. Kracker, junto con Billy Preston, abrieron los shows durante el The Rolling Stones European Tour 1973.
John Phillips firmó con Rolling Stones Records en 1976. Pay Pack & Follow sería el álbum preparado para el lanzamiento con en el sello pero permaneció inédito hasta 2001.
En 1978, Peter Tosh, un exmiembro de la banda Bob Marley and The Wailers, firmó un contrato de grabación con Rolling Stones Records. Su primer álbum para el sello, Bush Doctor, el cual contó con la participación de Jagger en la canción «Don't Look Back» y tuvo un éxito moderado. Tosh abandonó el sello en 1981, debido a la falta de promoción y una disputa personal con los Stones.